# برن-لو-شتو
شهر برن-لو-شتو (به فرانسوی: Braine-le-Château) در شهرستان نیول در استان اوئلون بربان در منطقه فدرال والوون در کشور بلژیک واقع شده‌است.